# Desvío Km 114
Kilómetro 114 era un desvío/apartadero del Ferrocarril Central del Chubut en el departamento Gaiman, que unía la costa norte de la Provincia del Chubut con la localidad de Las Plumas en el interior de dicha provincia. Se ubicaba a casi 10 kilómetros al oeste de la estación de Dolavon y fue construido en la década de 1920 para la extensión de la línea hacia el valle 16 de Octubre, que finalizó en la estación Alto de Las Plumas en 1925. Ya para entonces, el ferrocarril estaba bajo control estatal.

## Toponimia
El desvío tomó su nombre del punto kilométrico donde se encontraba, el cual es el kilómetro 114.2 de la vía férrea desde Puerto Madryn. El mismo fue redondeado a 114 para facilitar su uso en el lenguaje ferroviario.

## Funcionamiento
Un análisis de itinerarios de horarios de este ferrocarril a lo largo del tiempo demostró que este no era un punto de importancia para el ferrocarril. Llamativamente, no figuró en  casi ninguno de los informes e itinerarios de horarios dedicados al ferrocarril. De este modo, los itinerarios e informes del ferrocarril hechos  en 1915, 1928, 1930, 1936, 1938,1940, 1942, 1946, 1948 y 1955 omitieron este desvío totalmente.
El apeadero solo aparece en el itinerario de 1934. El mismo era visitado los miércoles por la formación mixta que hacía el viaje Madryn - Las Plumas a las 13:25, mientras que en el viaje de regreso de los jueves el tren pasaba a las 13:08. El desvío estaba separado de Dolavon 20 minutos y de Kilómetro 122 en 16 minutos. A pesar de su poca aparición en los registros, era parada obligatoria de los servicios ferroviarios.

## Características
Al funcionar como parada permitía el acceso de los viajeros a los trenes, aunque no se vendían pasajes ni contaba con una edificación que cumpliera las funciones de estación propiamente dicha. El itinerario de 1934 asegura que el desvío se encontraba a aproximadamente 33 metros sobre el nivel del mar. Mientras que para desarrollar sus tareas contaba con un desvío de 160 metros de longitud.
Singularmente, fue de los pocos puntos del ferrocarril que no figuró en la recopilación de datos del itinerario de 1945 e informes de la época de clausura. Sin embargo, se lo situó una alcantarilla de piedra y un puente de piedra; dato que lo ubica en una zona de riego y agua potable. Por último, su falta de mención casi total en todos los itinerarios y documentos sugiere que pronto fue desarticulado una vez finalizada la línea o quizás cayó en desuso de forma rápida.